# Mesochorus amnicolaris
Mesochorus amnicolaris là một loài tò vò trong họ Ichneumonidae.